# Monarchie barbadienne
La monarchie barbadienne est le régime politique en vigueur à la Barbade entre 1966 et 2021. Le monarque barbadien a alors la particularité de régner sur un total de seize royaumes, dont la Barbade et le Royaume-Uni.
Ancienne colonie britannique, la Barbade obtient son indépendance le 30 novembre 1966. La reine Élisabeth II reste chef de l'État, avec le titre de reine de la Barbade. La quasi-totalité de ses pouvoirs constitutionnels sont exercés par le gouverneur général de la Barbade, qui est son représentant dans l'île. En effet, comme d'autres pays du Commonwealth, le système politique de la Barbade est basé sur le système de Westminster, dans lequel le chef de l'État joue un rôle purement nominal.
La monarchie est abolie le 30 novembre 2021, date à laquelle la Barbade devient une république tout en continuant de reconnaître la reine Élisabeth II comme chef du Commonwealth.

## Histoire
Le contexte historique de la monarchie à la Barbade réside dans le colonialisme britannique, lorsque le Royaume-Uni a étendu son empire et a établi, au XVIIIe siècle, des colonies dans différentes parties du monde,,. Progressivement, ces colonies reçoivent la souveraineté sur leur administration et, par le Statut de Westminster de 1931, tous ces États obtiennent une position complètement égale au sein du Commonwealth. Plusieurs anciennes colonies considèrent encore le monarque britannique comme leur souverain et sont aujourd'hui des royaumes du Commonwealth. En plus d'être le chef d'État nominatif de ces pays, le monarque est d'ailleurs le chef du Commonwealth. Bien que partageant le même souverain, les royaumes du Commonwealth sont des États indépendants les uns des autres, chacun possédant sa propre Couronne.

## Rôle constitutionnel
La reine de la Barbade est théoriquement investie des pouvoirs d'un monarque constitutionnel, mais dans les faits, tous ces pouvoirs sont exercés par le gouverneur général de la Barbade, représentant de la reine, qui agit uniquement sur avis du Parlement et du gouvernement. Par conséquent, comme d'autres pays du Commonwealth, c'est une monarchie parlementaire. Quelques fonctions doivent néanmoins être remplies spécifiquement par la reine (par exemple donner la sanction royale à la nomination du gouverneur général) ou réclament à la fois l'accord de la reine et celui du gouverneur général. En outre, la reine de la Barbade n'intervient jamais directement dans les affaires politiques.

## Titre de la reine

Étendard royal de la Barbade.

La reine Élisabeth II possède officiellement un titre différent dans chacun de ses royaumes. Jusqu'en 1966, la Barbade fait partie de l'Empire britannique et Élisabeth II y règne en tant que reine du Royaume-Uni. Après l'indépendance, un nouveau titre est adopté le 24 avril 1967 et prend effet lors de sa publication au Journal officiel, le 4 mai 1967. À partir de cette date, le titre de la reine est le suivant :
« Elizabeth the Second, by the Grace of God, Queen of Barbados and of Her other Realms and Territories, Head of the Commonwealth. »
« Élisabeth Deux, par la grâce de Dieu, reine de la Barbade et de ses autres royaumes et territoires, chef du Commonwealth. »

## Visites royales
En 1966, après l'indépendance du pays, le cousin de la reine, le prince Edward, ouvre la deuxième session du Parlement de la Barbade, avant que la reine Élisabeth II elle-même, accompagnée de son mari, le prince Philip, ne fasse une visite de la Barbade, inaugurant notamment le Barclays Park à Saint Andrew. À l'occasion de son jubilé d'argent en 1977, Élisabeth II revient à la Barbade, d'où elle part à bord du Concorde après s'être adressée au Parlement, réalisant son premier vol supersonique. Elle se rend dans le pays en 1989 pour célébrer le 350e anniversaire de la création du Parlement. En 2016, la reine félicite son peuple pour les cinquante ans de l'indépendance du pays et souligne l'affection de sa famille pour la Barbade ainsi que le développement de la nation au cours de cette période.

## Républicanisme
Si les débats sur le passage à une république remontent à plus de quatre décennies, le sujet est officiellement évoqué en 1998 dans un rapport parlementaire et réaffirmé en 2015 par le Premier ministre, Freundel Stuart, qui prévoit cette transition « dans un futur proche ». En 2003, la Barbade adopte pour ultime cour d'appel la Cour caribéenne de justice, en remplacement du Conseil privé du Royaume-Uni, ce qui est perçu comme un pas de plus vers le desserrement des liens avec la Couronne britannique.
Or, la Constitution de 1966 stipule que tout changement de position du monarque ou de son représentant doit être approuvé par les deux tiers des membres de chaque chambre du Parlement. Forte de son écrasante victoire aux élections législatives de 2018, qui voient le Parti travailliste remporter la totalité des 30 sièges de l'Assemblée, au détriment du Parti travailliste démocrate de Freundel Stuart, la nouvelle Première ministre, Mia Mottley, entreprend en 2020 de doter la Barbade d'une nouvelle Constitution et de passer à un système républicain,. Le 30 novembre 2021, la république est effectivement proclamée et Sandra Mason devient la première présidente de la Barbade,.
La Barbade cesse d'être un royaume du Commonwealth, mais reste membre de l'organisation dirigée par Élisabeth II en tant que république du Commonwealth, comme, avant elle, le Guyana ou Trinité-et-Tobago. De même, le drapeau, l'hymne national, le nom de la fête de l'indépendance et celui du pays restent inchangés,.